# 룽쩌역
룽쩌역(龙泽站)은 베이징시 창핑구에 소재한 베이징 지하철 13호선의 철도역이다. 역 번호는 1307이다.

## 위치
이 역은 바다링 고속공로(八達嶺高速公路) 북동쪽에 위치한다.

## 역 구조
이 역은 2층 고가역으로, 1층은 대합실, 2층은 승강장으로 되어있다.
| 지상 2층 | 상대식 승강장, 오른쪽 출입문이 열림 | 상대식 승강장, 오른쪽 출입문이 열림 |
| 지상 2층 | 궤도                                | ← ■ 13호선 시즈먼 방면 (시얼치)     |
| 지상 2층 | 궤도                                | ■ 13호선 둥즈먼 방면 (후이룽관) →   |
| 지상 2층 | 상대식 승강장, 오른쪽 출입문이 열림 |                                     |
| 지면     | 대합실                              | 출구, 13호선 대합실                 |

## 출구
이 역에는 1개의 출구가 있다.: A북
| 번호     | 인근 역세권    |
| -------- | -------------- |
| 出口 · A | 퉁청가(同城街) |

## 문제
룽쩌역 주변은 13호선 개통 이후 연결 버스노선 부족 등으로 인해 룽쩌역 주변에서 불법 운행 차량 문제가 오랫동안 있어왔다. 그리고 룽쩌역 출구 앞의 통로에는 항상 자전거와 전기차량, 식료품을 파는 상인들에 의해 혼잡해 있다.